# Lawrence Eagleburger
Lawrence Eagleburger celým jménem Lawrence Sidney Eagleburger (1. srpna 1930 Milwaukee, Wisconsin, USA – 4. června 2011 Charlottesville, Virginie, USA) byl americký republikánský politik. V letech 1989–1992 zastával funkci zástupce ministra zahraničních věcí Jamese Bakera ve vládě George H. W. Bushe. V letech 1992–1993 pak zastával funkci samotného ministra. V roce 1991 byl oceněn prezidentskou občanskou medailí.